# لوسین الیویه

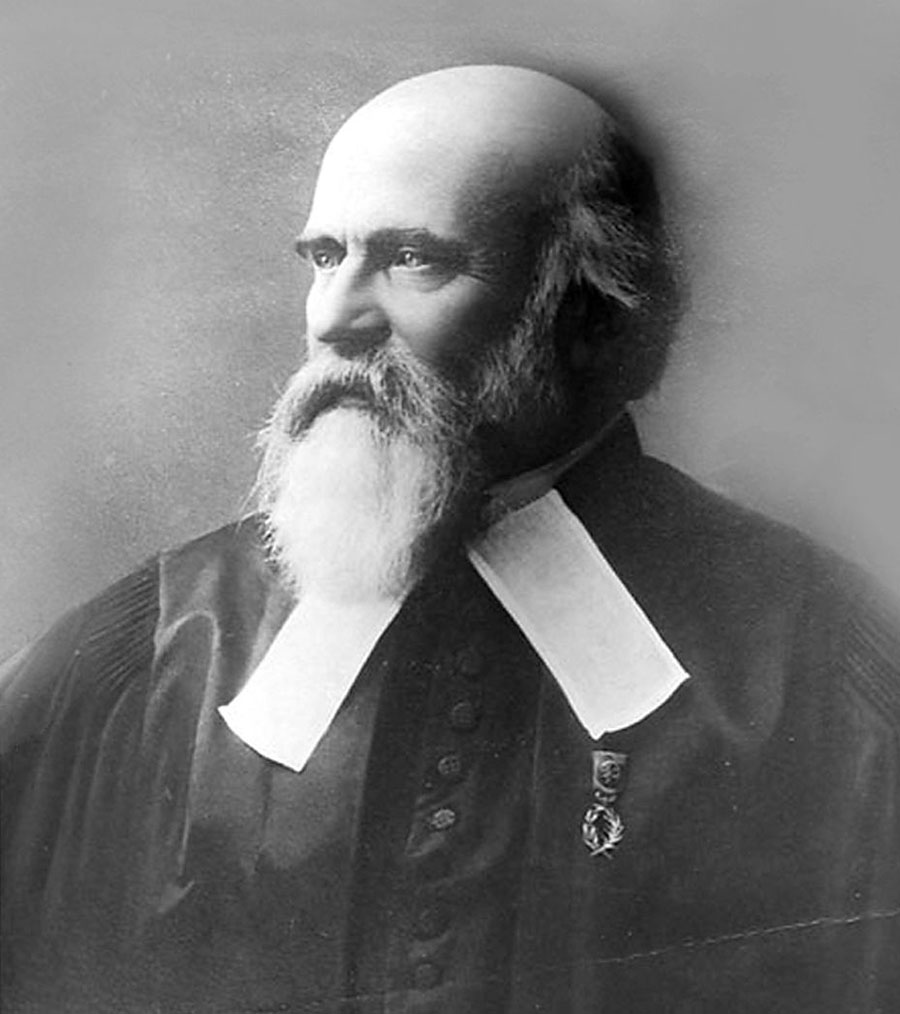
رخ‌نمای لوسین اولیویه

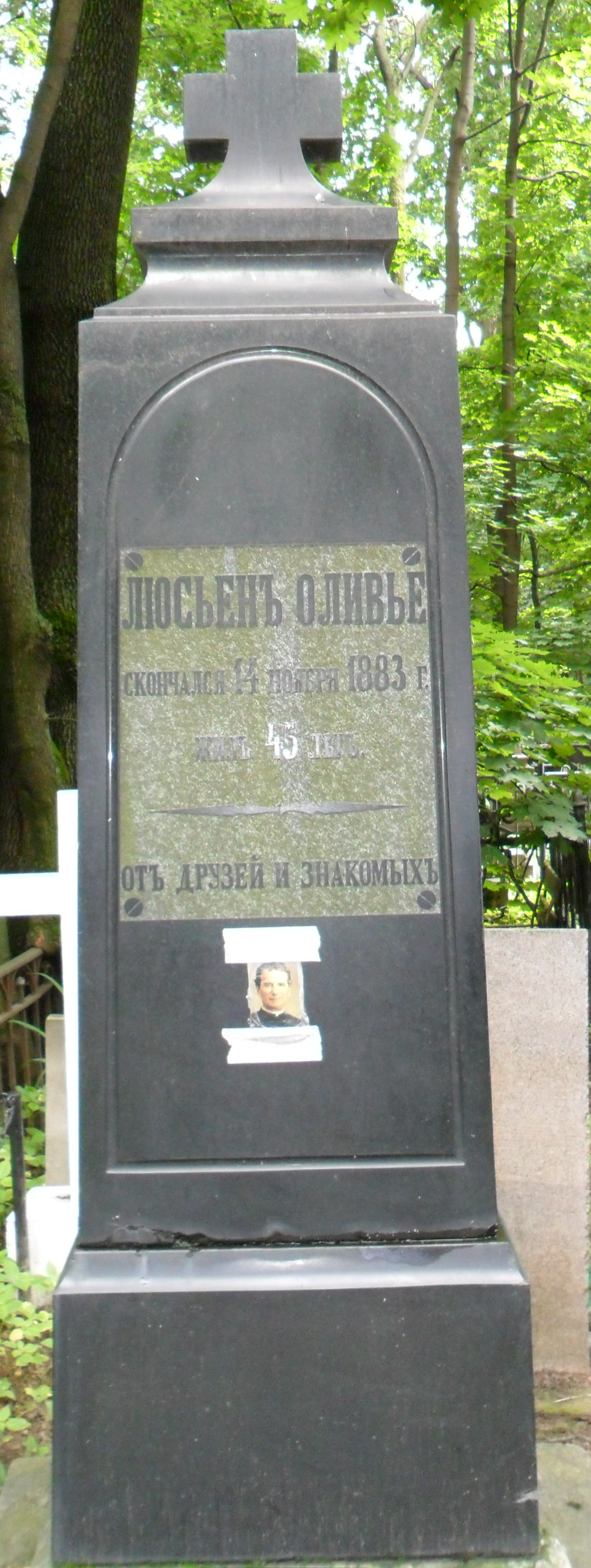
آرامگاه قبر لوسین الیویه، که در قدیم مردم نتوانستند اثری از قبر وی پیدا کنند، سرانجام در سال مه ۲۰۰۸ میلادی قبر او در گورستان وِدِنسکویی پیدا شد.

لوسین اولیویه (به فرانسوی: Lucien Olivier) (زادهٔ ۱۸۳۸ - درگذشتهٔ ۱۴ نوامبر ۱۸۸۳) آشپزی روس با تبار فرانسوی‌ و صاحب رستوران معروفی در روسیه به نام هِرمیتاژ بود.
او با یکی از دوستان روس خود، رستورانی به نام «هرمیتاژ» در مسکو راه‌اندازی کرد. یکی از ابتکارات و نوآوری‌های او سالاد الیویه بود که شهرت جهانی پیدا کرد.
در کشورهای غربی سالاد الیویه را بیشتر با نام «سالاد روسی» می‌شناسند.

## دستور ساخت
دستور این غذا به‌خصوص دستور سس آن همچون یک مسئله امنیتی حفاظت می‌شد، و سرآشپز لوسین اولیویه همیشه در خفا و به تنهایی این سالاد و سس را تهیه می‌کرد. اما مشخص بود که سالاد حاوی گوشت پرنده سیاه خروس، زبان گوساله، خاویار، کاهو، گوشت دم خرچنگ دراز، گیاه کَبَر/ خیارشنگ (Caper) و گوشت دودی اردک بود. البته مواد سالاد تا حدی تابع تغییر فصل نیز بود.
سس اورجینال اولیویه با سرکه شراب فرانسوی، خردل و روغن زیتون پروونچال تهیه می‌شد. البته دستور دقیق این سس همچنان ناشناخته است.

## سرقت دستور ساخت
در آستانه قرن بیستم، یکی از کارگران سرآشپز اولیویه، آشپز ایوان ایوانف، جرأت سرقت دستور این غذا را به خود داد. زمانی سرآشپز اولیویه مشغول تهیه این غذا بود، سپس به علت کاری فوری به جایی فراخوانده شد. ایوانف از این فرصت استفاده کرد و به آشپزخانه خصوصی سرآشپز اولیویه؛ که کسی حق ورود به آن را تحت هیچ شرایطی نداشت، وارد شد و با مشاهده مواد لازم جهت تهیه سالاد الویه بر روی میز به ترکیب تقریبی این سس و سالاد پی برد.
پس از این اتفاق، ایوانف استعفا کرد و به عنوان سرآشپز به رستوران محلی دیگری به نام ماسکووا که از رستوران محل کار قبلی او از لحاظ پرستیژ پائین‌تر بود مشغول به کار شد و سالادی به نام سالاد پایتخت (Capital Salad) به روسی (капитал салат) که شباهت شبهه برانگیزی به سالاد اولیویه داشت در رستوران سرو کرد. 
از غذا دوستان آن دوران چنین نقل شده که این سالاد کیفیتی پایین‌تر از سالاد الویه دارد و انگار چیزی کم دارد.
بعدها ایوانف دستور تهیه سالاد را به انتشارات مختلفی جهت چاپ فروخت.
اولین دستور سالاد اولیویه توسط الکساندرو در سال ۱۸۹۴ چاپ شد که به شرح ذیل می‌باشد.
- نصف یک پرنده درّاج اروپایی (Hazel grouse)
- دو عدد سیب زمینی
- یک عدد خیار کوچک (با یک عدد خیار ترشی بزرگ)
- سه الی چهار عدد برگ کاهو
- سه عدد گوشت دم خرچنگ آبهای شیرین بزرگ
- یک چهارم پیمانه گیاه اسطوخدوس (استوخدوس) خرد شده
- یک قاشق چایخوری پودر گیاه کَبَر/ خیارشنگ (Caper)
- سه الی پنج عدد زیتون و سس مایونز پرونچال

البته با گذشت زمان و مثل اغلب دستور غذاها به تدریج مواد گران، فصلی و کمیاب با گزینه‌های ارزانتر و در دسترس تر جایگزین شد.
ایوانف در کتاب خاطرات خود نوشته ‌است: گرچه دستور اصلی این سالاد و سس آن با خود لوسین اولیویه به خاک سپرده شد و درست است که دزدی را نمی‌توان زیاد توجیه کرد ولی خب دیدم اولیویه هیچ‌گونه قصدی برای آموزش دستور این سالاد ندارد و هرگز هم آموزش نداد، پس مجبور شدم خودم دست به کار شوم؛ و سرقت را انجام دهم.

## سرانجام کار
لوسیِن اولیویه در سن ۴۵ سالگی (نوامبر ۱۸۸۳ میلادی) فوت کرد و در گورستان وِدِنسکویی به خاک سپرده شد، اما رستوران هرمیتاژ که او در سال ۱۸۶۰ میلادی افتتاح کرده بود، بعد از مرگ او و تا انقلاب ۱۹۱۷ (سرنگونی تزارها و روی کار آمدن کمونیست‌ها) برپا بود؛ و تا آخر عمر وی راز دستور پخت سالاد الویه فاش نشده بود.
ساختمان این رستوران در مرکز شهر مسکو قرار دارد، در حال حاضر این رستوران به تئاتر مدرسه نمایشنامه معاصر مسکو تبدیل شده.